# Richard Covey
Richard Oswalt Covey (* 1. srpna 1946 ve Fayetteville, Arkansas, USA) je bývalý americký astronaut, který se zúčastnil letů s raketoplány, později řídící pracovník NASA.

## Život

### Mládí a výcvik
V roce 1964 ukončil střední školu (Choctawhatchee High School, Salimar), absolvoval Purdueovu univerzitu (Purdue University), v roce 1969 zde získal hodnost mistra leteckých a astronautických věd. V armádě se po zaškolení v akademii a na základně Edwards stal velitelem zkušební letky v Air Force Center Detachment 2 Raglin na Floridě. Je ženatý (manželka Covey, Kathleen rozená Allbaughová) a má dvě děti. V době, kdy byl přijat mezi astronauty (1978), byl již v hodnosti majora vojenského letectva. Používal přezdívku Dick..

### Lety do vesmíru
Poprvé vzlétl ve svých 39 letech. Bylo to z Kennedyho vesmírného střediska na mysu Canaveral na palubě raketoplánu Discovery. Posádka: velitel plk. Joseph Engle, pilot pplk. Richard Covey a trojice letových specialistů: James van Hoften, John Lounge a William Fisher. Během letu STS-51-I vypustili tři družice a to ASC-1, Aussat 1 a vojenskou Leasat 4, známou též pod jménem Syncom. Poté zachytili na oběžné dráze družici Leasat 3 a podařilo se jim ji opravit a vrátit na orbitu. Přistáli na základně Edwards.
O tři roky později letěl podruhé, opět raketoplán Discovery z kosmodromu na Floridě. Posádka: Frederick Hauck, pilot plk. USAF Richard Covey a tři letoví specialisté: pplk. David Hilmers, John Lounge a George Nelson. Během čtyřdenního letu STS-26 vypustili družici typu TDRS. I tentokrát přistáli na základně Edwards.
V roce 1990 letěl potřetí, tentokrát v raketoplánu Atlantis a byl jeho velitelem. V posádce vojenské mise STS-38 s ním byli důstojníci Frank Culbertson, Charles Gemar, Carl Meade a Robert Springer. Vynesli a vypustili desetitunovou tajnou družici typu AFP-658. Kvůli nevlídnému počasí u základny Edwards byl čtyřdenní let ukončen na mysu Canaveral.
Počtvrté letěl v prosinci 1993 v nejnovějším raketoplánu Endeavour v misi STS-61, jejímž hlavním (a splněným úkolem) bylo opravit na oběžné dráze Hubbleův kosmický dalekohled HST (Hubble Space Telescope). Posádka: plk. Richard Covey, kpt. Kenneth Bowersox, dr. Franklin Musgrave, dr. Kathryn Thorntonová, západoevropský astronaut švýcarského původu Claude Nicollier, dr. Jeffrey Hoffman a Thomas Akers. Startovali na Floridě, let trval 10 dní, přistáli na základně Edwards.
Během čtyř svých letů strávil ve vesmíru 26 dní. Je zapsán jako 179. člověk ve vesmíru.
- STS-51-I Discovery (27. srpna 1985 – 3. září 1985)
- STS-26 Discovery (29. září 1988 – 3. října 1988)
- STS-38 Atlantis (15. listopadu 1990 – 20. listopadu 1990)
- STS-61 Endeavour (2. prosince 1993 – 13. prosince 1993)

### Po ukončení letů
V roce 1994 z týmu astronautů NASA odešel, ovšem v Houstonu na různých velitelských postech zůstal i nadále (vyjma období 1998–2006 u firmy Boeing) a to doposud.